# Formula di Erlang B
Nella teoria dei sistemi a coda Erlang B è la probabilità di blocco in un sistema a pura perdita cioè senza possibilità di accomodamento in coda. Essa esprime la probabilità che un cliente (o più in generale una richiesta di servizio) in arrivo in un sistema con m serventi e senza possibilità di accodamento venga rifiutato in quanto tutti i serventi sono occupati. 

## Descrizione
Tale probabilità è funzione del numero di serventi m e del traffico offerto A erlang ed è data da:
{\displaystyle E_{B}(m,A)={A^{m} \over m!}\left({\sum _{i=0}^{m}{A^{i} \over i!}}\right)^{-1}.}
La formula in formato compatto è di difficile computazione e viene offerta generalmente in forma tabulata. Più algoritmicamente aggredibile è il formato ricorsivo:
{\displaystyle E_{B}(0,A)=1}
{\displaystyle E_{B}(m,A)={{AE_{B}(m-1,A)} \over {m+AE_{B}(m-1,A)}}}
dove:
- EB è la probabilità di blocco
- m è il numero di risorse
- A è il traffico offerto in erlang

L'ipotesi sottostante alla distribuzione Erlang B è che il processo sia a perdita: una richiesta ricevuta e non soddisfatta viene persa.
Tale formula è utilizzata per dimensionare il numero di linee in uscita da un centralino telefonico al fine di garantire una probabilità di blocco inferiore a una soglia desiderata per un certo valore di traffico offerto.
Il nome Erlang B è in onore dell'ingegnere danese Agner Krarup Erlang che ha studiato per primo queste problematiche relative al traffico agli inizi del XX secolo.

## Generalizzazione per valori reali di m
In certi casi, tipicamente in fase di dimensionamento, può essere utile disporre di una formula che consente il calcolo per valori di m reali (ovviamente positivi):
{\displaystyle E_{B}(m,A)=\left(A\int _{0}^{\infty }e^{-At}(1+t)^{m}dt\right)^{-1}}

## Dalla Erlang B alla Gamma alla Dirichlet
Se si hanno k indipendenti v.c. casuali distribuite ciascuna come una variabile casuale Gamma con un parametro comune a tutti e unitario e un parametro individualizzato (si tratta dunque di v.c. dette Erlang B, ciascuna con il proprio parametro)
{\displaystyle Y_{i}\sim \operatorname {Gamma} (1,\alpha _{i})}
definendo la loro somma come
{\displaystyle V=\sum _{i=1}^{k}Y_{i}\sim \operatorname {Gamma} (1,\sum _{i=1}^{k}\alpha _{i}),}
allora si ha che
{\displaystyle (X_{1},\ldots ,X_{k})=(Y_{1}/V,\ldots ,Y_{k}/V)\sim \operatorname {Dir_{k}} (\alpha _{1},\ldots ,\alpha _{k}).}
dove Dirk è una variabile casuale di Dirichlet.